# Lohman (Missouri)
Lohman est une ville du comté de Cole, dans le Missouri, aux États-Unis,. Située au centre du comté, elle est baptisée en référence à C. W. Lohman, un marchand local, et est incorporée en 1906.

## Démographie
Lors du recensement de 2010, la ville comptait une population de 163 habitants. Elle est estimée, en 2016, à 165 habitants.

## Source de la traduction
- (en) Cet article est partiellement ou en totalité issu de l’article de Wikipédia en anglais intitulé « Lohman, Missouri » (voir la liste des auteurs).